# Gollau
Gollau est une localité autrichienne. Elle fait partie de la commune de Zell am Moos du district de Vöcklabruck en Haute-Autriche.